# 张岩 (足球运动员)
张岩（1972年8月6日—），女，辽宁大连人，中国足球运动员。
张岩随队参加了1996年夏季奥林匹克运动会，最终获得了一枚银牌。她还曾参加过1991年女子足球世界杯。